# Farní sbor Slezské církve evangelické augsburského vyznání v Třanovicích
Farní sbor Slezské církve evangelické augsburského vyznání v Třanovicích je sborem Slezské církve evangelické augsburského vyznání v Třanovicích. Sbor spadá pod Frýdecký seniorát.
Sbor má vlastní dechový orchestr, který doprovází bohoslužby. Ty jsou také v pravidelném programu náboženské redakce Českého rozhlasu.

## Dějiny sboru
1652 poprvé připomínán dřevěný evangelický kostel
1709 také třanovičtí přispívají na postavení Kostela milosti v Těšíně
1858 založen evangelický hřbitov
1894 dosavadní márnice se mění na kapli
1929 otevřen nový kostel
1949 přípravy k založení samostatného sboru
1950 instalace prvního pastora
1952 adaptace márnice v Žukově na kapli
1956 odhalena socha Jiřího Třanovského
1957 se do sboru vrací pastor Santarius
1970 bývalá škola v Hradišti adaptována na kapli
1976 administrátorem Jan Niedoba
1985 administrátorem Wilhelm Stonawski
1986 administrátorem Boguslaw Kokotek
1988 přístavba sálu a farního bytu
1989 rozmach misijní práce v okolí
1994 administrátor Jan Drózd
2013 otevřen Památník (muzeum) Jiřího Třanovského

## Duchovní působící ve sboru
- Vladislav Santarius 1950–1953
- Josef Fukala 1953 3 měsíce
- Karol Krzywof ml. 1953 necelé 2 týdny
- Gustaw Szurman 1953–1955
- Kazimierz Suchanek 1953–1957
- Vladislav Santarius 1957–1959 podruhé
- Josef Fukala 1959 4 měsíce
- Kazimierz Suchanek 1959–1965 podruhé
- Vladislav Kiedroň 1965 3 měsíce
- Gustaw Cienciala 1965–1968
- Vladislav Santarius 1968–1975 potřetí, zemřel 1989
- Gustav Cienciala 1975 2 týdny
- Leopold Pavlas 1975–1976 (velice často zastupuje vikářka Anna Bystřická)
- Jan Niedoba 1976–1985  (roku 1980 zvolen pastorem)
- Bedřich Pieter 1985–1986, administruje Wilhem Stonawski
- Bohuslav Kokotek 1986–1993
- Tomasz Chudecki 1993
- Tomáš Tyrlík 1994–1998
- Jan Drózd 1994–2000, zemřel 2000
- Janusz Kożusznik 1998–1999
- Tomáš Tyrlík 2000–2019 (roku 2003 zvolen pastorem)
- Erich Bocek 2017–2024 (roku 2019 zvolen sborovým pastorem)
- Tomáš Tyrlík, 2025 (administrátor)
- Samuel Rusnok, 2025 (vikář)
- Michal Klus, pastor-elekt